# Nir Baram

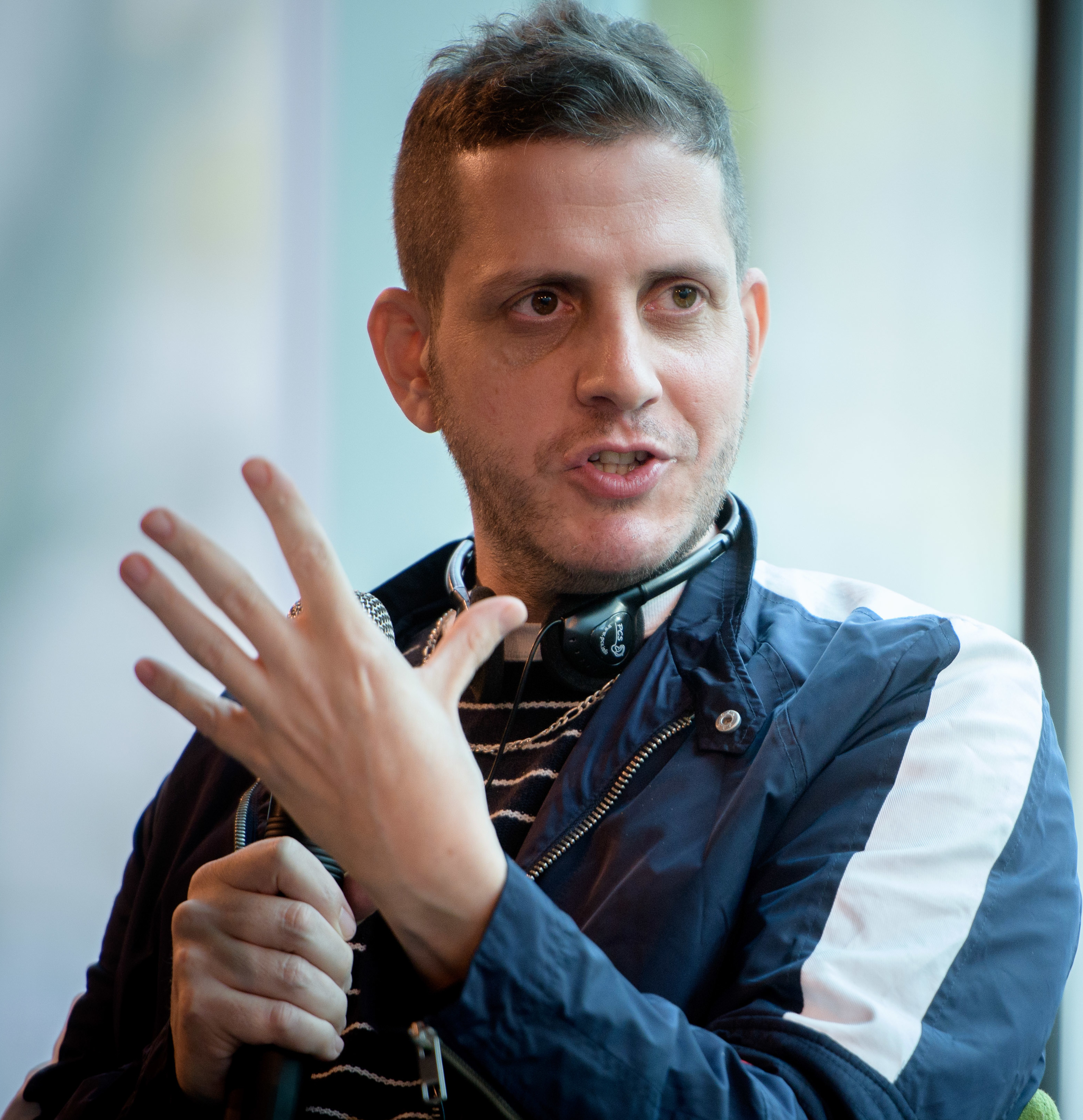
Nir Baram bei den Deutsch-israelischen Literaturtagen 2016

Nir Baram (* 2. Juni 1976 in Jerusalem) ist ein israelischer Autor und Journalist.

## Leben
Baram entstammt einer Familie von israelischen Politikern der Awoda, ukrainischer, ägyptischer und libanesischer Herkunft. Sein Großvater Mosche Bar’am war Minister in mehreren Kabinetten des Landes, ebenso sein Vater Uzi Bar’am, der zuletzt Tourismusminister war.
Nir Baram schloss 1994 die Highschool der Hebrew University in Jerusalem ab, bevor er den 3-jährigen Militärdienst antrat. Er studierte das Fach Hebräische Literatur an der Universität Tel Aviv. Danach war er Redakteur im Verlag Am Oved. Seit 2006 schrieb er mehrere Romane, die auch in einige europäische Sprachen übersetzt wurden. Er schreibt für die israelische Tageszeitung Haaretz und andere Publikationen.
Im Jahre 2006 setzte Baram sich mit anderen Dichtern und Autoren seiner Heimat für einen Waffenstillstand im Libanonkrieg des gleichen Jahres ein.

## Preise und Auszeichnungen
- 2006: Auswahlliste für den Sapir Prize for Literature für The Remaker of Dreams (dt.: Der Wiederträumer).
- 2010: dito für Good People (dt.: Gute Leute).
- 2010: Preis des Premierministers für hebräische Literatur für Good People.
- 2010: Premio Roma für Literatur für Good People.

## Werke (Auswahl)
- Purple Love Story. Deutsch von Ruth Achlama, Orgler Verlag, Frankfurt am Main 2001, ISBN 3-934234-34-8.
- Der Wiederträumer. Roman. Deutsch von Lydia Böhmer und Harry Oberländer, Schöffling, Frankfurt am Main 2009, ISBN 978-3-89561-490-3.
- Gute Leute. Roman. Deutsch von Markus Lemke, Hanser, München 2012, ISBN 978-3-446-23969-2.
- Weltschatten. Deutsch von Markus Lemke, Hanser, München 2016, ISBN 978-3-446-25264-6.
- Im Land der Verzweiflung. Deutsch von Markus Lemke. Hanser, München 2016, ISBN 978-3-446-25046-8.[3]
- Erwachen. Übersetzt aus dem Hebräischen von Ulrike Harnisch. Carl Hanser Verlag, München 2020